# 蘇尼奧爾 (加利福尼亞州)
蘇諾爾（英語：Sunol）是位於美國加利福尼亞州阿拉米達縣的一個人口普查指定地區。

## 地理
蘇諾爾的座標為37°35′40″N 121°53′19″W / 37.59444°N 121.88861°W，而該地最高點為海拔高度81米（即266英尺）。

## 人口
根據2010年美國人口普查的數據，蘇諾爾的面積為71.909平方千米，當中陸地面積為71.874平方千米，而水域面積為0.035平方千米。當地共有人口913人，而人口密度為每平方千米12人。